# 彭勳武
彭勳武（1906年1月—1971年1月），四川省榮昌縣雙河鄉鐵爐壩人，民國政治人物，曾任立法院第一屆立法委員。

## 經歷
- 生於光緒卅一年（1906年1月），父彭杏樓，母葉氏。
- 11歲去重慶上學，繼而考入北京大學。
- 畢業後歷任重慶川江航務管理處科長、四川省建設廳主任秘書、四川糧食購運處副處長、全國糧政管理局副局長。
- 開辦蜀和股份有限公司任董事長、四川省公路運輸公司總經理，
- 民國卅四年（1945年）當選四川省參議會參議員。
- 民國卅七年（1948年）1月，當選四川省第五選區立法委員。
- 民國卅八年（1949年）9月去廣州與盧作孚，何北蘅聯繫，返渝策反堂兄彭斌〔時任內政部警察第二總隊（駐重慶）總隊長〕投誠。
- 民國卅八年（1949年）11月國府派專機將留渝立法委員接往臺灣，其借飛在香港短暫停留之際脫逃，後往北京。由中央統戰部介紹到中央人事部安排在交通部工作，在交通部資料室、參亊室、法律室工作。
- 1971年1月病逝，享年六十七壽。

## 出席立法院會期委員會
第一屆第一會期
- 經濟及資源委員會
- 農林及水利委員會
- 交通委員會

## 重慶小泉校長官邸[1]
彭家花園小洋房，即小泉阮莊的第七幢別墅，為彭勳武所建，彭勳武妻阮少梅是當地鄉紳阮春泉的小女兒。由重慶潤屋營造廠的何靜源工程師擔任設計施工，此幢別墅青瓦綠牆，條板結構，單簷歇山式和攢尖式混合屋頂，有大小廳室十餘間，面積合為三百多平方米。1938年，中央政治學校由南京遷小泉，這幢別墅的門窗尚在油漆當中，便被該校強行租用，供校長蔣介石休息居住，遂被教育長陳果夫命名為“校長官邸”。